# Nicolás Bazzana
Nicolás Bazzana (La Plata, 23 febbraio 1996) è un calciatore argentino, difensore del Douglas Haig.

## Caratteristiche tecniche
È un difensore centrale.

## Carriera

### Club
Cresciuto nel settore giovanile dell'Estudiantes (LP), ha esordito in prima squadra il 26 maggio 2017 in occasione dell'incontro di Coppa Libertadores perso 1-0 contro il Botafogo.
Il 15 maggio 2018 ha segnato la sua prima rete fra i professionisti mettendo a segno al 94' la rete del definitivo 1-1 nella trasferta contro il Rosario Central grazie ad un tap-in a centro area.